# Batallón de Comunicaciones N.º 1
El Batallón de Comunicaciones N.º 1-Escuela (BIC1) es una unidad de la Infantería de Marina de la Armada Argentina. Integra la Brigada Anfibia de Infantería de Marina, dependiente del Comando de la Infantería de Marina.
Comandantes
Desde su creación el 27 de diciembre de 1947 a la fecha [29 de abril de 2024] han sido sus Comandantes:
2011 CCIM Facundo Alberto Berterreix
2012 CCIM Gonzálo Martín Gordillo
2013 CCIM Jorge Eduardo Roscoe
2014 CCIM Guillermo Martín Sabio
2015 CCIM Sergio Daniel Sepetich
2016 CCIM Maximiliano D'amico
2017 CCIM Juan Ignacio Smoilis
2018 CCIM Carlos Adrián Cabana
2019 CCIM José Luis Dotto
2020 CCIM Alejandro Rodrigo Ciri
2021-2022 CCIM Ángel Daniel Genissans
2023-2024 CCIM Iván Rubén Pieragostini

## Historia
Fue creado el 27 de diciembre de 1947 por resolución del Ministerio de Marina. Su asiento de paz fue establecido en la Base Naval de Infantería de Marina Baterías, integrando la Brigada de Infantería de Marina N.º 1.
El 13 de noviembre de 1974, se creó la Fuerza de Apoyo Anfibio. El Batallón de Comunicaciones pasó a integrar esta nueva unidad.
El Batallón de Comunicaciones participó de la Operación Rosario en 1982. Luego, apoyó la defensa de las islas Malvinas en Comodoro Rivadavia y la isla Grande de Tierra del Fuego.